# Newt Gingrich
Newton Leroy Gingrich (ur. 17 czerwca 1943 w Harrisburgu) – prominentny amerykański polityk, republikanin. 

## Życiorys
W latach 1979–1999 zasiadał w Izbie Reprezentantów.
Od 1989 do 1995 był zastępcą lidera/rzecznikiem dyscyplinarnym mniejszości (tzw. Whip, czyli w tłumaczeniu „Bicz”). Uważany za jednego z głównych autorów zwycięstwa Republikanów w wyborach do Kongresu w roku 1994, w wyniku których zdobyli większość w Izbie Reprezentantów po okresie dominacji Partii Demokratycznej trwającym od 1954. Przez następne cztery lata był Spikerem Izby. Z biegiem czasu stał się politykiem kontrowersyjnym, nielubianym nawet we własnej partii. Jego wiodąca rola w próbie impeachmentu Billa Clintona jeszcze bardziej obniżyła jego popularność. Po wyborach roku 1998, w których Republikanie stracili kilka mandatów, fala krytyki zmusiła go do rezygnacji i odejścia z Izby.
Gingrich był przez wielu uważany za jednego z najbardziej wpływowych spikerów w historii Stanów Zjednoczonych, albowiem nie tylko przewodniczył izbie, ale uchodził za czołowego lidera większości w całym Kongresie, oraz czołową postać partii i zarazem „Republikańskiej Rewolucji”.
Podczas prawyborów prezydenckich Partii Republikańskiej w 2012 zapowiadał osiągnięcie przez USA do 2020 roku regularnych lotów na Marsa oraz założenie stałej kolonii na Księżycu, według jego wizji w przyszłości miałby tam powstać stan amerykański.
W 2016 roku zaangażowany w kampanię wyborczą Donalda Trumpa i przygotowanie nowej administracji.
Człowiek Roku 1995 według magazynu „Time”.